# Flammenweber
Der Flammenweber (Euplectes hordeaceus) ist eine Art aus der Familie der Webervögel (Ploceidae). Man findet sie im tropischen Teil Afrikas. Die Art ist auch unter dem Namen Flammen-Wida bekannt.

## Merkmale

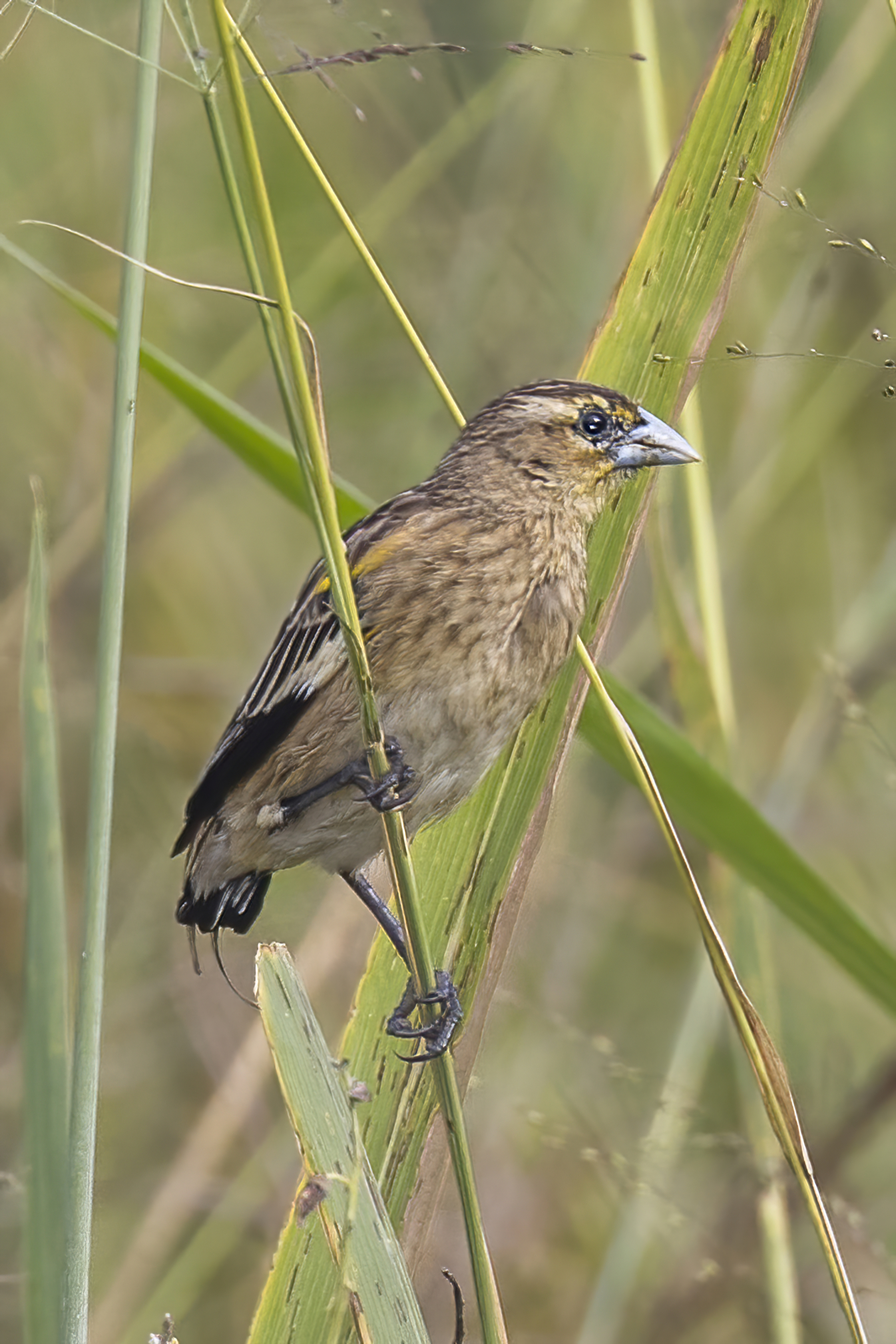
Federkleid des männlichen Flammenwebers außerhalb der Brutsaison

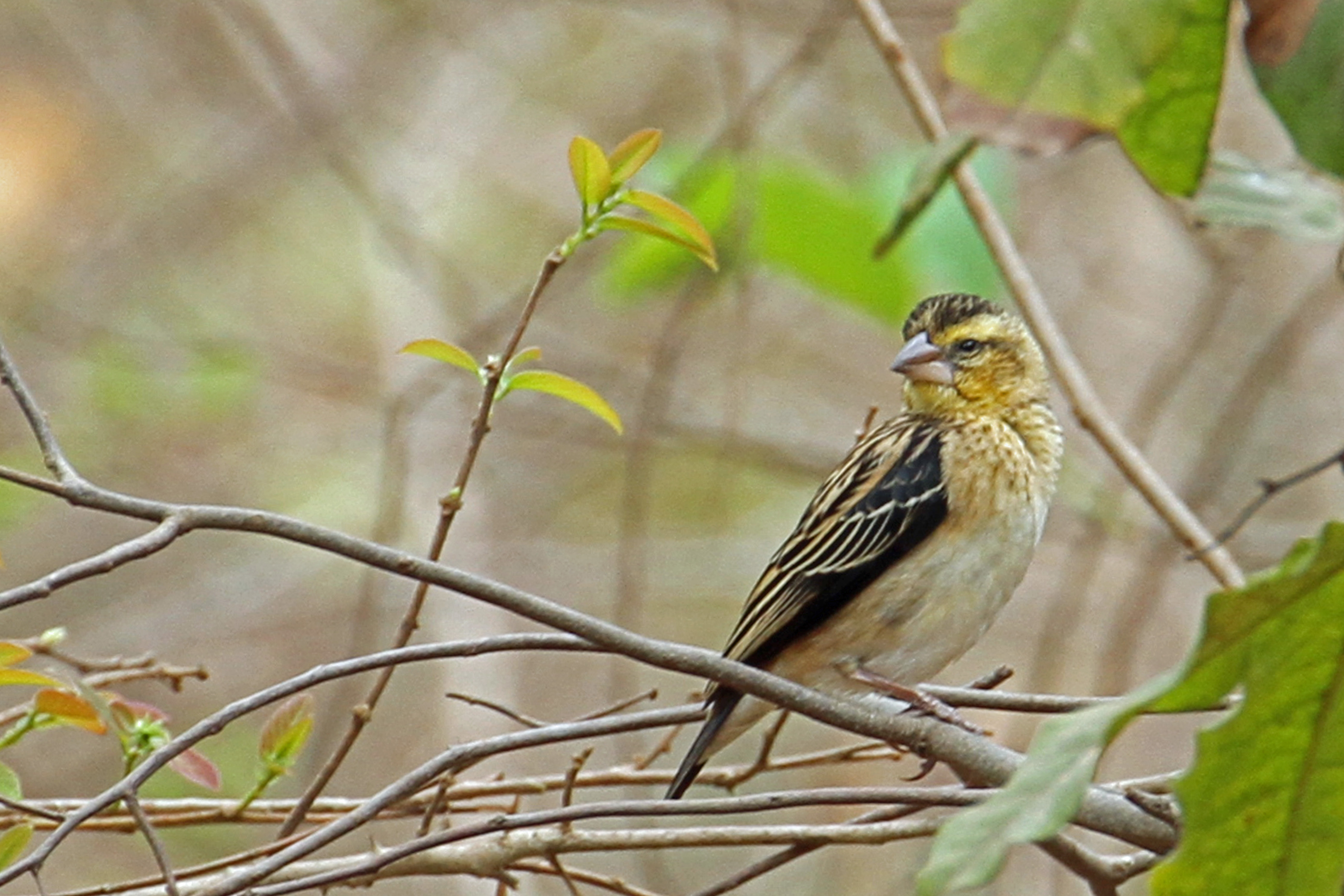
Federkleid des weiblichen Flammenwebers

Der Flammenweber ist ein stämmig wirkender Vogel und erreicht eine Körperlänge von 13 bis 15 Zentimeter. Die Art zeigt sowohl einen Sexualdimorphismus als auch bei den Männchen einen Saisondimorphismus in der Gefiederfärbung.
Das farbige Prachtkleid des Männchens kommt nach der Mauser vor Beginn der Brutsaison zum Vorschein. Das Männchen hat dann ein schwarzes Gesicht, Kinn und Hinterbrust. Auch der Bauch, die Flügeldecken, Schwingen sowie die Schwanzfedern sind schwarz. Stirn, Oberkopf, Nacken und ein breites Brustband sind hellrot, wobei die Rotfärbung durch Carotinoide zustande kommt. Der konische Schnabel ist dick und schwarz. Außerdem sind die Schwanzfedern des Prachtkleids im Vergleich zu anderen Webervögeln der Gattung Euplectes eher kurz.
Außerhalb der Brutzeit zeigt das Männchen eine unauffälligere Färbung. Die Grundfärbung ist gelblich braun, auf der Rückenseite befinden sich dunklere Stiche, die Bauchseite ist weißlich schattiert. An den Augen ist ein weißlicher Überaugenstreif. Die Flügel zeigen schwarze Bereiche.
Das Weibchen ähnelt dem Männchen außerhalb der Brutsaison, jedoch ist die Färbung blasser. Das Gefieder ist graubraun mit einer dunklen Strichelung auf der Oberseite. Brust und Flanken sind gelblich.

## Habitat und Verhalten
Der Lebensraum ist in meist offenem Gelände und häufig in der Nähe von Gewässern. Zum Lebensraum gehören Savannen, wo er vor allem in Gras- und Schilfwäldern vorkommt. Er nutzt aber auch Zuckerrohr- und Maisfelder als Lebensraum.
Während der Brutsaison haben Männchen ein Revier in der Größe von 100 bis 1000 Quadratmetern, das sie gegen andere Männchen, teilweise auch anderer Arten, verteidigen. Hierbei verfolgen sie die anderen Männchen so lange, bis diese das Revier verlassen haben. Außerhalb der Brutsaison leben die Vögel in großen Schwärmen, teilweise auch mit anderen Arten wie dem Feuerweber, dem Samtweber, dem Spiegelweber, dem Gelbschulterweber, dem Goldweber oder dem Blutschnabelweber.

### Fortpflanzung
Die männlichen Flammenweber weben aus Pflanzenstreifen, beispielsweise Schilf, ein gewölbtes Nest, das den Eingang auf der Seite hat. Männchen werben mit Balzflügen für ihre Nester. Dabei stellen sie ihre farbigen Federn auf dem Rücken auf, sodass sie im Flug wie Federbälle aussehen. Auf die Flugbalz folgt eine Stangenbalz, in der die Männchen sich sitzend präsentieren. Die Wahl treffen die Weibchen, daran schließt die Kopulation an.
Ein Männchen ist häufig mit zwei bis drei Weibchen verpaart. Die Weibchen legen zwei bis vier blaugrüne Eier. Die Brutzeit beträgt 12 bis 13 Tage. Nach 11 bis 13 Tagen verlassen die Jungvögel das Nest. Der männliche Elternvogel hat keinen Anteil an der Aufzucht, nur ein einziges Mal wurde beobachtet, dass ein Männchen auf dem Gelege saß.

### Ernährung
Der Flammenweber ernährt sich hauptsächlich von Samen und Körnern. Auch Insekten gehören zu seiner Nahrung.

## Verbreitung und Gefährdung

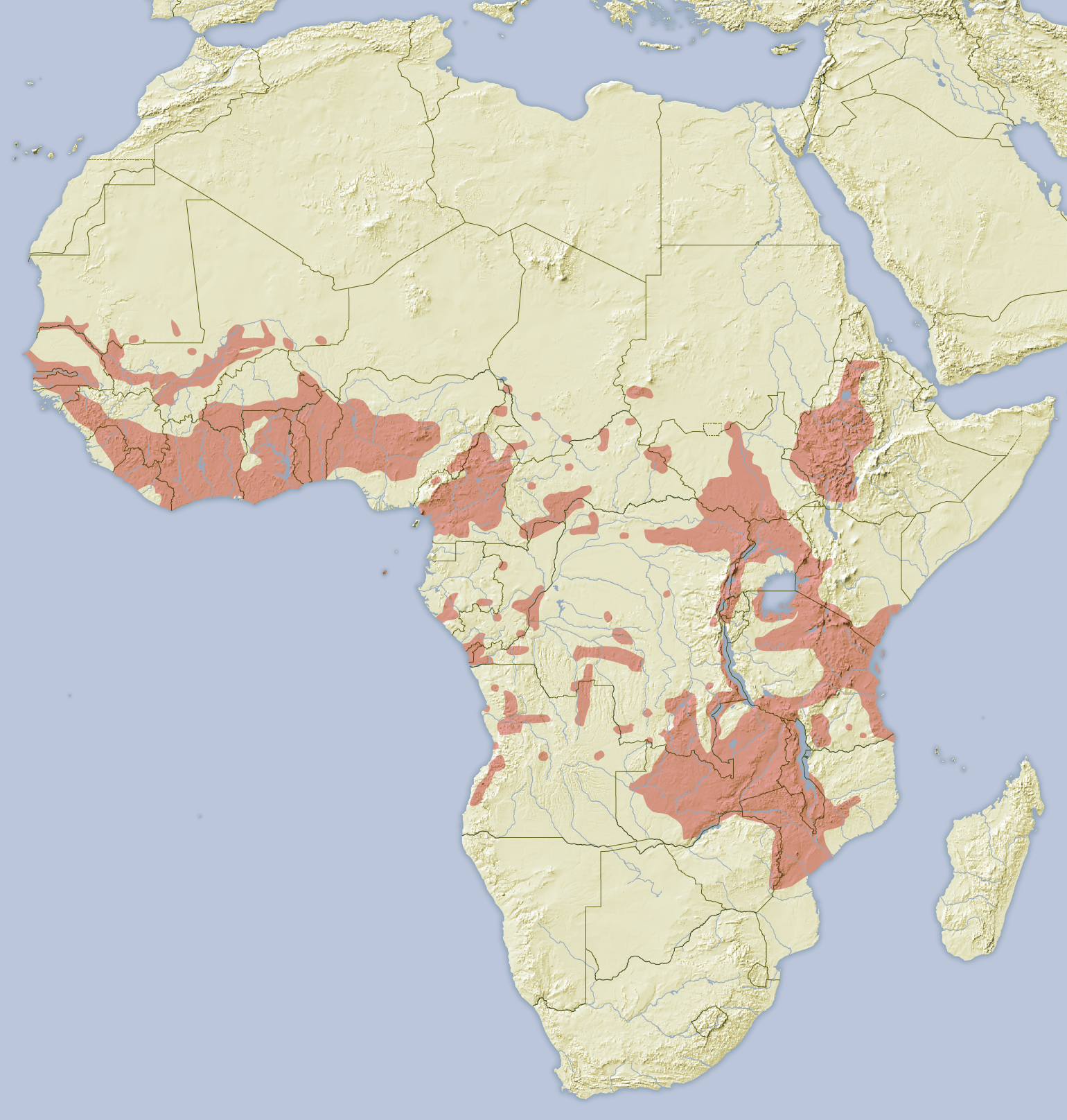
Verbreitung des Flammenwebers

Der Flammenweber ist ein Standvogel, dessen Verbreitungsgebiet im tropischen Teil Afrikas liegt. Es reicht von Senegal bis zum Sudan. In südlicher Richtung reicht es bis Mosambik und Angola.
Er wird wegen seiner großen Verbreitung und wegen der wahrscheinlich stabilen Populationsgröße von der IUCN als Least Concern („nicht gefährdet“) eingestuft.